# Transpadanska republiken
Transpadanska republiken var en kortlivad fransk klientstat bildad av general Napoleon Bonaparte 1796. Republiken bestod av området norr om Po i dagens Italien, det vill säga Kungariket Lombardiet-Venetien
Den 10 maj 1796 besegrade den franska armén de österrikiska trupperna i Slaget vid Lodi, och ockuperade det antika Hertigdömet Milano. Napoleon inrättade en tillfällig myndighet som ersatte de österrikiska tjänstemännen, och skapade en fransk lydstat i norra Italien.
Efter nya segrar för Frankrike växte republiken, vid Freden i Leoben 18 april 1797 ockuperade franska armén även Republiken Venedig. Den 29 juni 1797 sammanslogs Transpadanska republiken med Cispadanska republiken till en ny republik, Cisalpinska republiken.